# Kill This Love
《Kill This Love》是韓國女子音樂組合BLACKPINK的第二張韓語迷你專輯，由Genie音樂、YG Plus和新視鏡唱片發行於2019年4月5日。此張專輯為首張迷你專輯《Square Up》的續作，專輯包含同名主打單曲在內共收錄了五首歌曲，均由音樂製作人泰迪獨立或合作填詞與作曲，Bekuh BOOM、布萊恩·李、Masta Wu等音樂人也著手參與製作本專輯。

## 背景及預告
自2016年出道，BLACKPINK通過單曲和迷你專輯的型態，截至2019年3月一共發表了九首歌曲，在流媒体日益普及的時代，當許多歌手選擇將新曲一小部分、一小部分的形式釋出的時候，BLACKPINK表示「一張完整的專輯仍然是她們現在的首選」。2019年3月，BLACKPINK接受《告示牌》訪問時，Jennie稱「我們有很多想展示的東西，只發表幾首歌曲不能滿足我們」，她還說道「在專輯裡面講一段故事是非常有趣的，這是我們尚未嘗試的事情」，並透露目前正在朝這方向為新專輯做準備。
而隨著BLACKPINK簽約於美國唱片公司新視鏡唱片後，所屬經紀公司YG娛樂便表示正在同時準備BLACKPINK團體音樂及成員個人歌曲，據YG娛樂提供的發行順序，會先由成員Jennie以單曲〈Solo〉打頭陣，接著發表BLACKPINK團體的音樂作品。而後YG娛樂在2019年2月發佈BLACKPINK回歸韓國樂壇更具體的消息，其創辦人梁鉉錫在官方網站寫了一篇名為「FROM YG」的文章，他稱這會是一張收錄多首歌曲的迷你專輯，預計在3月中、下旬發表。
然而受到勝利夜店事件的影響，專輯被推遲發行，直至3月18日，YG娛樂才聲稱已在該週進行音樂錄影帶的拍攝，不過仍無法準確地告知回歸日期。3月25日，正式宣布BLACKPINK將於4月5日發行迷你專輯《Kill This Love》，並在當日起通過官方網站、社群網站逐一泄露各種信息藉以啟發大眾對即將發售的新專輯的興趣。

## 發行
《Kill This Love》由所屬經紀公司YG娛樂策劃並執行製作，由唱片公司Genie音樂、YG Plus和新視鏡唱片共同發行。而這張專輯的線上音源不同於其他韓國歌手在國內音樂排行榜改版後均於晚間6時釋出新專輯，YG娛樂選擇在2019年4月5日午夜0時於全球同步發售《Kill This Love》，這是應美國環球音樂方面的要求，YG娛樂稱此次公開不僅針對國內市場，也針對了國際市場。
實體唱片則在4月4日至4月22日公開預售，並定於4月23日正式發行。而專輯的封面、版本及配置細節，據YG娛樂發布的告示中，這張專輯會推出「Black」和「Pink」共兩款的發行版本，兩款版本均除了收錄一張儲存了共5首歌曲音訊的CD之外，還會配有一本共52頁的寫真書、一本共16頁的風琴照片、一份折疊式歌詞、16款隨機封入4款的小卡、8款隨機封入1款的拍立得、一份貼紙組共6款、4張隨機封入1張的海報和一份初回限定雙面海報。而根據版本的不同，內容也有些許不一樣。同時YG娛樂也推出了各項特典，凡於YG娛樂官方網路商店購買專輯即可獲得明信片和迷你鑰匙扣。

## 創作
2019年2月，BLACKPINK確認她們將在新專輯中，繼續與音樂製作人泰迪展開合作，而參與製作的音樂人陣容還包括了Bekuh BOOM、R.Tee、24、布萊恩·李、Danny Chung、TAEO、Masta Wu、徐源鎮、Lydia Paek等人。專輯中主要收錄了流行、搖滾和陷阱流派歌曲，其中節奏和製作中存在嘻哈元素。

## 樂評
| 綜合得分       | 綜合得分 |
| 來源           | 評分     |
| -------------- | -------- |
|                | 69/100   |
| 評論得分       |          |
| 來源           | 評分     |
| 《前音後果》   | B        |
| 《新音乐快递》 | [ 13 ]   |
| 《Pitchfork》  | 6.2/10   |
| 《滾石》       | [ 15 ]   |

專輯在以主流樂評為基礎給出滿分為100的標準分數的Metacritic，獲得了69的平均分，代表「普遍好評」。

## 宣傳
在專輯正式發售前，YG娛樂已經宣佈將推行一種捆綁銷售的模式，在這個模式中，那些在線購買In Your Area世界巡迴演唱會北美場次門票的美國與加拿大居民，每張門票還包含一張BLACKPINK即將發布的《Kill This Love》全專數位音源，在專輯發行後，可以通過新視鏡唱片官方網站上進行下載。
為了給專輯造勢，環球音樂在美國各地區包括紐約時報廣場、洛杉磯的貝弗利中心、洛杉磯市中心等在內的主要場所電子屏幕上投放了廣告，藉此提升曝光率。而韓國方面，BLACKPINK將在發表音樂作品前夕，即4月4日晚間11時，通過Naver V Live闡述專輯製作背景，率先與歌迷進行交流，該日直播節目觀眾人數達736萬8454人，點贊數則超過4億個，創下直播節目的新紀錄。而原定在4月5日，專輯發行當日的上午舉辦回歸記者會，然而受江原道高城-束草所發生的大型山火事件，YG娛樂在記者會前2小時發佈聲明宣佈取消。
《Kill This Love》發行後，YG娛樂確認了BLACKPINK的首場表演，以4月6日的文化廣播公司（MBC）旗下節目《Show! 音樂中心》作為在音樂節目的第一場回歸舞臺，正式展開宣傳行程，其後在4月12日和4月19日，登上美國代表性音樂祭科切拉音樂節的舞臺，表演專輯收錄曲，YouTube還為此計畫將BLACKPINK的單獨表演投放在紐約時報廣場的The Beast屏幕上進行現場直播。

## 商業成績
發行當天，《Kill This Love》的數位銷售已收穫了不錯的商業表現，專輯於同一時段已在芬蘭、希臘、日本、新西蘭、俄羅斯等31個國家與地區的iTunes專輯榜上排名第一，並在iTunes全球專輯榜及歐洲專輯榜均榮登冠軍。而截至6月20日《Kill This Love》已累積36個國家與地區的1位。
發行次週，專輯空降英國專輯排行榜第40名，成為BLACKPINK第一張登上官方榜單公司專輯主榜的唱片，這亦使她們成為韓國女團首次憑藉韓語專輯打入該榜單，以及第二位達成在該榜名列前40的成就的韓國歌手。在美國的商業情況，《Kill This Love》以第24名的成績亮相於《告示牌》二百大專輯榜，刷新原先排名最高的《Square Up》的成績，而根據尼爾森音樂統計，專輯在首週銷售了19,200份專輯等價單位，其中有9,100張來自傳統銷量。
韓國方面，據韓國統計專輯銷量的網站Hanteo排行榜公開的單日銷售榜單，BLACKPINK憑藉《Kill This Love》首日售出78,275張的銷售表現打破韓國女團專輯首日銷量紀錄。接著以8天內賣出了248,200張專輯的銷售表現登上Gaon音樂榜的專輯月榜第3名。

## 曲目
| 曲序     | 曲目                              |                       | 作曲                             | 编曲             | 时长  |
| -------- | --------------------------------- | --------------------- | -------------------------------- | ---------------- | ----- |
| 1.       | Kill This Love                    | 泰迪 Bekuh BOOM       | 泰迪 R.Tee 24 Bekuh BOOM         | 泰迪 R.Tee 24    | 3:13  |
| 2.       | Don't Know What to Do             | 泰迪                  | 泰迪 24 布萊恩·李 Bekuh BOOM     | 泰迪 R.Tee 24    | 3:22  |
| 3.       | Kick It                           | 泰迪 Danny Chung TAEO | 泰迪 24                          | 24               | 3:12  |
| 4.       | Hope Not（아니길）                | 泰迪 Masta Wu         | 泰迪 徐源鎮（서원진） Lydia Paek | 徐源鎮（서원진） | 3:12  |
| 5.       | Ddu-Du Ddu-Du（뚜두뚜두；混音版） | 泰迪                  | 泰迪 24 R.Tee Bekuh BOOM         | R.Tee            | 3:22  |
| 总时长： | 总时长：                          | 总时长：              | 总时长：                         | 总时长：         | 16:19 |

## 榜單表現
| 榜單（2019年）                     | 峰值 |
| ---------------------------------- | ---- |
| 加拿大專輯榜（《告示牌》）         | 8    |
| 愛爾蘭（IRMA專輯榜）               | 52   |
| 日本專輯榜（Oricon公信榜）         | 17   |
| 日本熱門專輯榜（日本《告示牌》）   | 9    |
| 日本下載專輯榜（日本《告示牌》）   | 3    |
| 紐西蘭專輯榜（新西兰唱片音乐协会） | 10   |
| 波蘭專輯榜（波蘭唱片業協會）       | 22   |
| 蘇格蘭專輯榜（官方榜單公司）       | 21   |
| 韓國專輯榜（Gaon音乐榜）           | 3    |
| 西班牙專輯榜（西班牙音樂製作協會） | 30   |
| 瑞典專輯榜（瑞典最熱榜）           | 23   |
| 英國專輯榜（官方榜單公司）         | 40   |
| 美國（《告示牌》二百强专辑榜）     | 24   |
| 美國數位專輯榜（《告示牌》）       | 6    |
| 美國專輯暢銷榜（《告示牌》）       | 10   |
| 美國世界專輯榜（《告示牌》）       | 1    |

| 榜單（2019年）           | 峰值 |
| ------------------------ | ---- |
| 韓國專輯榜（Gaon音乐榜） | 3    |

## 銷售與認證
| 地區                                                       | 认证 | 认证单位/销量 |
| ---------------------------------------------------------- | ---- | ------------- |
| 韓國（韓國音樂內容協會）                                   | 白金 | 250,000^      |
| *僅含認證的實際銷量 ^僅含認證的出貨量 ‡僅含認證的+實際銷量 |      |               |

## 發行歷史
| 發行地區 | 發行日期      | 發行形式     | 廠牌                                   |
| -------- | ------------- | ------------ | -------------------------------------- |
| 南韓     | 2019年4月5日  | 數位音樂下載 | YG娛樂、YG Plus、Genie音樂、新視鏡唱片 |
| 全球     | 2019年4月5日  | 數位音樂下載 | YG娛樂、YG Plus、Genie音樂、新視鏡唱片 |
| 南韓     | 2019年4月23日 | CD           | YG娛樂、YG Plus、Genie音樂、新視鏡唱片 |